# Petalonyx
Petalonyx es un género  de plantas fanerógamas perteneciente a la familia Loasaceae. Comprende 6 especies descritas y de estas, solo 5 aceptadas.

## Taxonomía
El género fue descrito por Asa Gray y publicado en Plantae Novae Thurberianae 319–320. 1854. La especie tipo es: Petalonyx thurberi

## Especies aceptadas
A continuación se brinda un listado de las especies del género Petalonyx aceptadas hasta septiembre de 2014, ordenadas alfabéticamente. Para cada una se indica el nombre binomial seguido del autor, abreviado según las convenciones y usos.	 
- Petalonyx crenatus A.Gray ex S.Watson
- Petalonyx linearis Greene
- Petalonyx nitidus S.Watson
- Petalonyx parryi A. Gray
- Petalonyx thurberi A. Gray